# Bouër
Bouër är en kommun i departementet Sarthe i regionen Pays de la Loire i nordvästra Frankrike. Kommunen ligger i kantonen Tuffé som tillhör arrondissementet Mamers. År 2022 hade Bouër 352 invånare.

## Befolkningsutveckling
Antalet invånare i kommunen Bouër
| Referens: INSEE |